# Spider-Man 3

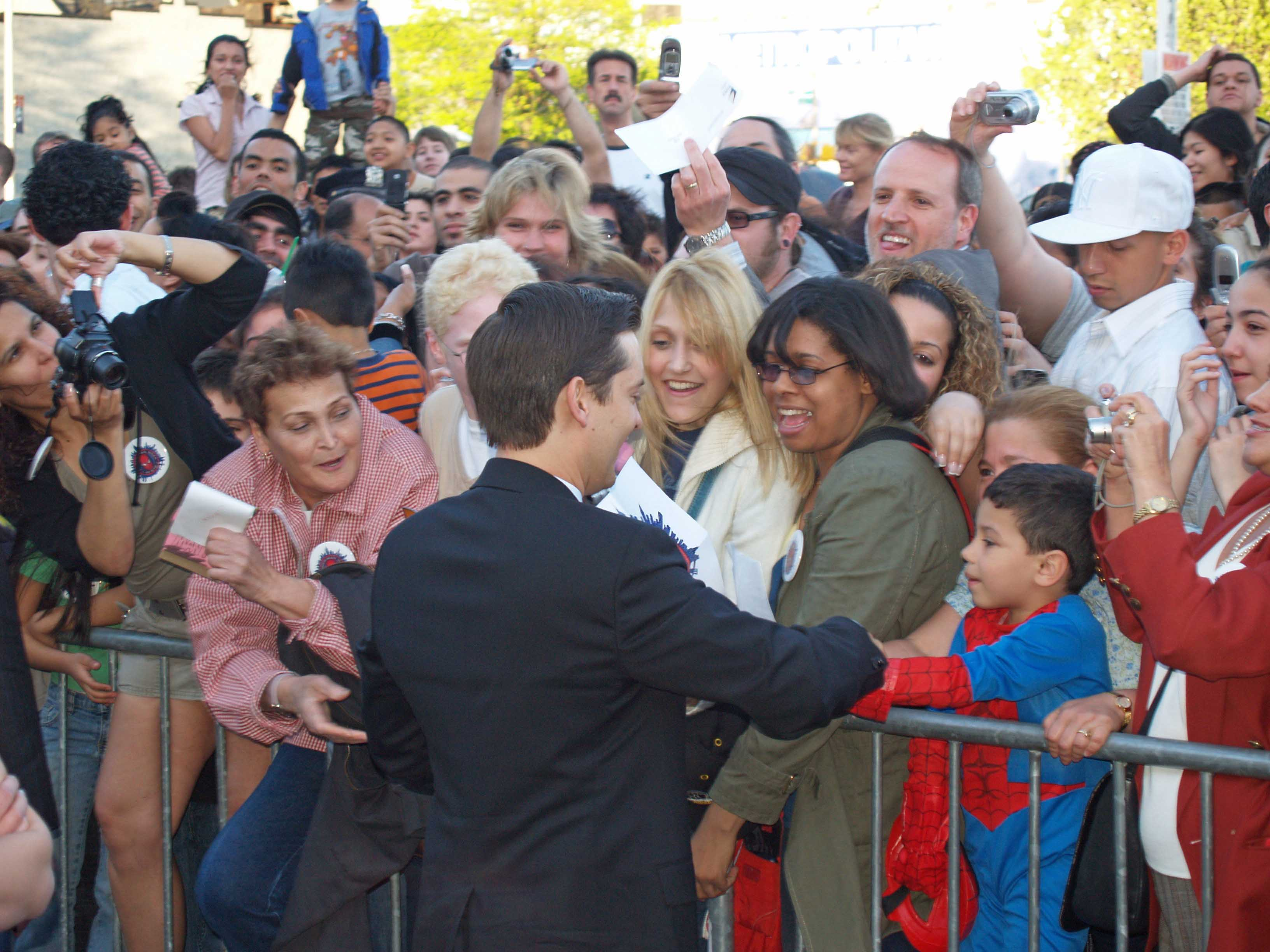
Tobey Maguire tijdens de première in Queens, New York.

Spider-Man 3 is een Amerikaanse superheldenfilm uit 2007. De film is het vervolg op Spider-Man 2 en is gebaseerd op de Marvel Comics-strips over de superheld Spider-Man.
Alle acteurs uit de vorige film, Tobey Maguire, Kirsten Dunst, James Franco en J.K. Simmons doen in deze film weer mee. Nieuw zijn Topher Grace, Bryce Dallas Howard en Thomas Haden Church.
De film ging in de meeste landen (waaronder Nederland en België) in première op 1 mei 2007. De Verenigde Staten waren aan de beurt op 4 mei. Er draaide naast een standaardversie ook een IMAX-versie.
De opnames van de film werden al begonnen in november 2005, zodat Sony alvast kon beginnen met het produceren van de omvangrijke computereffecten terwijl de rest van de film werd opgenomen.
Spider-Man 3 kostte meer dan 250 miljoen dollar en is daarmee de op-een-na duurste film ooit geproduceerd (Pirates of the Caribbean: At World's End was nummer 1). Omgerekend voor inflatie zal het de op-drie-na duurste film ooit geproduceerd zijn.

## Verhaal
Het gaat Peter Parker sinds de vorige film een stuk beter af. Hij heeft eindelijk een balans gevonden tussen zijn leven als superheld en zijn privéleven. Bovendien zien steeds meer mensen hem als een held ondanks de negatieve publiciteit van de Daily Bugle. Mary Jane Watson is ondertussen een Broadway-actrice geworden. Peter voelt zich zeker van zichzelf en wil Mary Jane zelfs ten huwelijk gaan vragen.
Terwijl Peter en Mary Jane op een nacht in een park zijn, stort er een kleine meteoor neer. De meteoor bevat een vreemde zwarte substantie die zich aan Peters motorfiets hecht.
Ondertussen wil Harry Osborn nog altijd wraak op Peter voor de dood van zijn vader, Norman Osborn. Hij besluit eindelijk in zijn vaders voetsporen te treden. Met behulp van zijn vaders goblin-apparatuur wordt hij een nieuwe Green Goblinachtige schurk genaamd de New Goblin en valt Peter op een avond aan. Peter kan hem uitschakelen, maar slaat Harry per ongeluk tegen de grond. De klap maakt dat Harry in het ziekenhuis moet worden opgenomen en zijn kortetermijngeheugen verliest. Daarmee verliest hij ook zijn haat tegen Peter. Rond dezelfde tijd ontsnapt de kruimeldief Flint Marko uit de gevangenis. Terwijl hij op de vlucht is, belandt hij op een verboden terrein waar proeven worden gedaan met een deeltjesversneller. Flint valt in de testput die gevuld is met zand, en de deeltjesversneller bindt het zand aan zijn moleculen. Hierdoor verandert hij in Sandman.
Mary Jane wordt ontslagen uit haar theaterrol, maar kan geen steun vinden bij Peter omdat hij het te druk heeft als Spider-Man. Wanneer ze in een krant ziet dat hij Gwen Stacy (die hij eerder heeft gered) op dezelfde manier kust als zij, voelt ze zich verraden. Ze weet echter niet dat Eddie Brock deze (en meer) foto's heeft vervalst om carrière te maken als fotograaf. Hij heeft succes en wordt zelfs een geduchte concurrent van Peter. J. Jonah Jameson, die nog altijd Spider-Man als een misdadiger ziet en dit aan iedereen ook duidelijk wil maken, besluit een wedstrijd te houden tussen de twee fotografen: hij zal de eerste die hem een foto brengt van Spider-Man die een misdaad begaat een vaste baan geven. Alsof dit nog niet erg genoeg is voor Peter, krijgt hij nog een andere klap te verwerken: Flint Marko is de echte moordenaar van Ben Parker, en niet de autodief die Peter in de eerste film per ongeluk doodde. Terwijl hij op wraak tegen Flint zint, bindt het vreemde zwarte spul uit de meteoor zich aan hem.
Het spul vormt zich tot een zwart Spider-Man-pak dat Peter extra krachten geeft, maar hem ook gewelddadiger en zelfs kwaadaardig maakt. Hij spoort Flint, die eigenlijk alleen maar geld wil om zijn zieke dochter te helpen, op en vermoordt hem blijkbaar met een grote hoeveelheid water. Aanvankelijk is hij erg tevreden over zichzelf, maar later schrikt hij toch van wat hij heeft gedaan (vooral wanneer tante May hem vertelt dat Ben nooit zou willen dat Peter en zij zelfs maar aan wraak nemen denken). Daarom laat Peter Dr. Curt Connors het pak onderzoeken. Deze ontdekt dat het een symbiotische levensvorm is en waarschuwt Peter er bij uit de buurt te blijven. Peter kan de verleiding echter niet weerstaan en blijft het zwarte pak gebruiken.
Wanneer Harry’s herinneringen terugkeren gaat hij door met zijn wraakactie. Hij besluit Peter eerst goed te kwetsen alvorens weer een aanslag op hem te plegen, en dwingt Mary Jane om haar relatie met Peter te beëindigen. Vervolgens maakt hij openlijk tegen Peter bekend dat Mary Jane hem leuker vindt. Onder invloed van het zwarte pak gaat Peter door het lint. Hij valt Harry aan in zijn appartement waarbij hij hem een schande voor zijn vader noemt. Voor hij vertrekt laat hij een van Harry’s goblinbommen afgaan in zijn gezicht wat Harry een zware verminking bezorgt. Ook neemt hij wraak op Mary Jane door openlijk met Gwen Stacy uit te gaan.
Eddie Brock wil zo wanhopig de baan van journalist dat hij een valse foto maakt waarop te zien is dat Spider-Man een bank berooft. Peter herkent de foto als vals omdat Eddie een van zijn foto's als basis heeft gebruikt, en bewijst dit. Eddie wordt ontslagen wegens laster. Hij gaat naar een kerk en bidt voor de ondergang van Peter. Peter bevindt zich op dat moment in diezelfde kerk omdat hij eindelijk doorkrijgt wat voor vreselijke dingen het pak hem laat doen, hij haat vooral het pak omdat hij enkele uren daarvoor Mary Jane per ongeluk neersloeg in een bar. Als hij zich van het pak wil ontbinden, ontdekt hij dat het pak absoluut niet tegen lawaai kan. Geholpen door het harde geluid van de kerkklok ontdoet Peter zich van het zwarte pak. Het pak neemt echter bezit van Eddie Brock en verandert hem in Venom.
Venom zoekt Sandman, die de aanslag van Peter blijkbaar heeft overleefd, op. Samen ontvoeren ze Mary Jane en dagen ze Spider-Man uit. Peter beseft dat hij niet alleen tegen de twee op kan en vraagt tegen beter weten in Harry om hulp. Ondanks dat Harry Mary Jane wel graag wil helpen, weigert hij samen te werken met de moordenaar van zijn vader. Dan onthult Harry's butler dat hij al lang wist dat Norman Osborn de Green Goblin was. Ook bevestigt hij Peters verhaal dat Norman is gestorven door toedoen van zijn eigen glider en niet door Spider-Man. Hierna werken Harry en Peter samen. Harry neemt het op tegen Sandman en Peter tegen Venom. Harry slaagt erin Sandman uit te schakelen met een pumpkin bomb, maar Venom blijkt een lastigere tegenstander. Harry raakt dodelijk gewond wanneer Venom Peter wil doorboren met Harry’s Goblinglider maar Harry springt ervoor. Peter gebruikt Venoms enige zwakheid, hard geluid, om Eddie en de symbioot te scheiden. Eddie is echter te sterk gebrand op de kracht van de symbioot en probeert weer met hem te fuseren net op het moment dat Peter een goblinbom naar het pak gooit. Hierdoor komen zowel Eddie als de symbioot om in de explosie.
Peter komt na afloop van het gevecht in gesprek met Sandman. Deze vertelt hem zijn kant van het verhaal: hij wilde Ben Parker niet doodschieten. Terwijl zijn partner, de autodief van wie iedereen dacht dat hij de dader was, bezig was met de overval, zou Flint een auto regelen. Hij koos die van Ben Parker. Ben had al direct door dat Flint geen moordenaar was en overtuigde hem af te zien van de overval. Toen Flints partner aan kwam rennen met de buit en Flint in wilde laten stappen, ging in de haast Flints pistool alsnog af. Flint weigerde echter in de auto te stappen vanwege wat hij had gedaan, waarna zijn partner er alleen vandoor ging en iedereen dacht dat hij de schutter was. Peter vergeeft Flint omdat deze duidelijk spijt heeft van zijn daad, en omdat hij zelf nu geleerd heeft dat wraak niet altijd de juiste keuze is. Sandman verdwijnt in een wolk van zand die de stad in waait.
De film eindigt met Harry’s begrafenis, waarna Mary Jane en Peter hun relatie weer proberen op te bouwen.

## Rolverdeling
| Acteur              | Personage                               |
| ------------------- | --------------------------------------- |
| Tobey Maguire       | Peter Parker / Spider-Man               |
| Kirsten Dunst       | Mary Jane Watson                        |
| James Franco        | Harry Osborn / New Goblin               |
| Thomas Haden Church | Flint Marko / Sandman                   |
| Topher Grace        | Eddie Brock / Venom                     |
| J.K. Simmons        | J. Jonah Jameson                        |
| Bryce Dallas Howard | Gwen Stacy                              |
| Rosemary Harris     | May Parker                              |
| Cliff Robertson     | Ben Parker                              |
| James Cromwell      | Commissaris George Stacy                |
| Willem Dafoe        | Norman Osborn / Green Goblin            |
| Theresa Russell     | Emma Marko                              |
| Perla Haney-Jardine | Penny Marko                             |
| Bill Nunn           | Joseph "Robbie" Robertson               |
| Elizabeth Banks     | Betty Brant                             |
| John Paxton         | Bernard Houseman, butler Osborn-familie |
| Mageina Tovah       | Ursula Ditkovich                        |
| Elya Baskin         | Mr. Ditkovitch                          |
| Ted Raimi           | Hoffman                                 |
| Michael Papajohn    | Dennis Carradine (autodief)             |
| Joe Manganiello     | Flash Thompson                          |
| Dylan Baker         | Dr. Curt Connors                        |
| Bruce Campbell      | Maître d' Frans restaurant              |
| Stan Lee            | Man op Times Square                     |
| Lucy Gordon         | Verslaggeefster Jennifer Dugan          |
| Hal Fishman         | Nieuwslezer                             |

## Achtergrond

### Ontwikkeling
In maart 2004, kort voor de première van Spider-Man 2, begon Marvel Studios al met de ontwikkeling van Spider-Man 3 voor 2007. Toen Spider-Man 2 uitkwam, was de datum voor Spider-Man 3 al vastgezet op 2 mei 2007. Deze datum werd later veranderd naar 4 mei.
In januari 2005 maakte Sony Pictures Entertainment een deal met Alvin Sargent, die ook had meegeholpen aan Spider-Man 2, voor een scenario voor Spider-Man 3 en zelfs een mogelijke vierde film. Sam Raimi wilde met deze derde film Peter laten ontdekken dat hij niet de “perfecte wreker” is en dat er ook menselijkheid kan schuilen in de personen die hij als criminelen ziet. Hij greep ook zijn kans om M.J.’s leven een marteling te maken, gelijk aan Peters problemen in de tweede film.
Voor de schurken in de film werd allereerst Sandman gekozen. Hij was een personage waarvan Tobey Maguire al langer hoopte dat hij een keer in een film zou worden gebruikt. Hoewel Sandman in de strips gewoon een crimineel was gaven de schrijvers hem in de film een achtergrond en maakten hem tot een meer specifiek personage. Bovendien maakten ze hem tot Oom Ben’s moordenaar om dieper in te kunnen gaan op Peters verdriet over de dood van zijn oom.
Als tweede schurk werd Harry Osborn gebruikt. Harry’s verhaallijn was al meer en meer opgebouwd in de vorige films (de dood van zijn vader in deel 1 en zijn ontdekking dat Peter Spider-Man is in deel 2), en Raimi wilde Harry’s verhaallijn graag afsluiten met deze derde film. Raimi koos er echter voor Harry niet de tweede Green Goblin of de Hobgoblin te laten worden maar een ander soort schurk genaamd de “New Goblin”.
Raimi wilde nog een derde schurk. Ben Kingsley werd al betrokken bij onderhandelingen om de Vulture te spelen totdat Raimi besloot dit personage niet te gebruiken. Marvel Studios voorzitter en CEO Avi Arad overtuigde Raimi om Venom te gebruiken. Dit kwam voor de fans als een verrassing daar omdat Raimi eerder aangaf Venom niet te willen gebruiken in een Spider-Man film vanwege Venom's gebrek aan menselijkheid. Arad vertelde Raimi echter dat Venom een zeer populaire Spider-Man vijand was met een grote aanhang van fans. Daarom besloot Raimi toch voor Venom te gaan en Venom werd de derde schurk in de film. Edward Brock junior, of kortweg Eddie Brock genoemd, is Venoms menselijke alter-ego, hij werd als het ware een soort “spiegel” voor Peter. Hij had dezelfde baan en romantische interesses, maar Brock had een slechte jeugd. Om Venom te kunnen laten meedoen moest eerst de buitenaardse symbioot worden geïntroduceerd en deze moest zich een tijdje binden aan Peter. Dit gaf Maguire de kans om ook een keer een minder verlegen en nerdachtige Peter Parker te spelen.
Met zoveel verhaallijnen dacht Sargent er een poosje over na om het verhaal over twee films te verdelen uit angst dat het allemaal te veel zou worden. Maar uiteindelijk besloot hij toch om 1 scenario te maken.

### Acteurs
Thomas Haden Church kende Raimi al toen hij een paar jaar eerder al door hem was benaderd voor de film The Gift. Church accepteerde de rol van Sandman ondanks dat er nog nauwelijks iets bekend was over zijn uiteindelijke rol op dat moment. Sandman werd gebaseerd op enkele sympathieke “monsters/schurken” uit recente films zoals Gollum en King Kong. Church beschreef de rol zelf als "Villains with a conscience have this sad realization of who they are, and the monster they've become — there's a sense of regret. So at the end of these movies there's a dramatic resonance that really stays with the audience." Church trainde 16 maanden om het juiste figuur te krijgen voor de rol.
Topher Grace werd in mei 2005 gekozen voor de rol van Eddie Brock/Venom. Hij kreeg de rol omdat de producers onder de indruk waren van zijn rol in In Good Company (2004). Grace bereidde zich 6 maanden lang voor op de rol. Grace was zelf een grote stripboekfan en had als kind al de eerste verhalen over Venom gelezen.

### Filmen
Het budget van de film is officieel $258 miljoen, wat het tot de één duurste film ooit maakt (na Pirates of the Caribbean: At World's End). Een cameracrew filmde tussen 5 november 2005 en 18 november 2005 alvast een aantal scènes die zwaar afhankelijk waren van virtuele effecten zodat Sony Pictures Imageworks alvast kon beginnen hiermee. Ditzelfde werd ook al gedaan voor Spider-Man 2.
Fotografie voor Spider-Man 3 begon op 16 januari 2006 en eindigde in juli 2006 na meer dan 100 dagen filmen. Het team filmde in Los Angeles tot 19 mei 2006. In de lente van 2006 verhuisden de filmlocaties naar Cleveland. Daar werd o.a. de gevechtsscène tussen Spider-Man en Sandman in een pantserwagen opgenomen. Ten slotte ging het team naar Manhattan voor de laatste scènes.
Na augustus besloot Raimi om nog meer actiescènes te filmen. Daarom werden t/m oktober 2006 nog extra scènes gefilmd.

### Effecten
John Dykstra, die een Academy Award voor visuele effecten won vanwege zijn werk voor Spider-Man 2, wilde niet aan de derde film mee werken. Daarom nam Scott Stokdyk het over. Sony Pictures Imageworks ontwierp specifieke computerprogramma’s om de speciale effecten van de film te kunnen maken.
De creatie van Sandman kostte drie jaar. Om hem er realistischer uit te laten zien werden er experimenten gedaan met zand onder verschillende omstandigheden. Dit werd gereproduceerd op de computer. Toch was Sandman niet geheel digitaal geanimeerd. Voor scènes met andere acteurs werd gemalen maisvlokken gebruikt om vals zand te maken, uit angst dat echt zand te gevaarlijk zou zijn. Voor de scène waar Spider-Man door Sandman heen slaat werd bokser Baxter Humby, die al sinds zijn geboorte geen rechterhand heeft, gevraagd als stand-in voor Tobey Maguire.
Het pak dat Topher Grace droeg als Venom had een webmotief, in tegenstelling tot de stripversie. Dit motief werd toegevoegd om de indruk te wekken dat het pak echte een levend wezen was dat zich aan zijn gastlichaam hechtte. Grace vond zijn kostuum echter onplezierig, vooral omdat het voortdurend moest worden gesmeerd om het een vloeibaar en meer realistisch uiterlijk te geven.

### Muziek
Oorspronkelijk wilde Danny Elfman, de componist van de muziek voor de vorige films, niet terugkeren voor deze film vanwege problemen met Sam Raimi. Christopher Young werd toen aangekondigd als de nieuwe componist voor Spider-Man 3. In december 2006 maakte producer Grant Curtis bekend dat Elfman samen met Christopher Young was gaan werken om de muziek voor Spider-Man 3 te componeren. Young behield de reeds bestaande nummers voor Spider-Man en de Green Goblin, en componeerde nieuwe nummers voor Sandman, Venom en de liefdesscènes.
1. "Signal Fire" - Snow Patrol
2. "Move Away" - The Killers
3. "Sealings" - Yeah Yeah Yeahs
4. "Pleased to Meet You" - Wolfmother
5. "Red River" - The Walkmen
6. "Stay Free" - Black Mountain
7. "The Supreme Being Teaches Spider-Man How to Be in Love" - The Flaming Lips
8. "Scared of Myself" - Simon Dawes
9. "The Twist" - Chubby Checker
10. "Sight Lines" - Rogue Wave
11. "Summer Day" - Coconut Records
12. "Falling Star" - Jet
13. "Portrait of a Summer Thief" - Sounds Under Radio
14. "A Letter from St. Jude" - The Wyos (Wasted Youth Orchestra)
15. "Small Parts" - The Oohlas
16. "People, get up and drive that funky soul" - James Brown

### Uitgave
Spider-Man 3 ging in première in Tokyo op 16 april 2007. In het Verenigd Koninkrijk ging de film in première op 23 april 2007 in Odeon Leicester Square. De première in de Verenigde Staten vond plaats op het Tribeca Film Festival in Queens op 30 april.

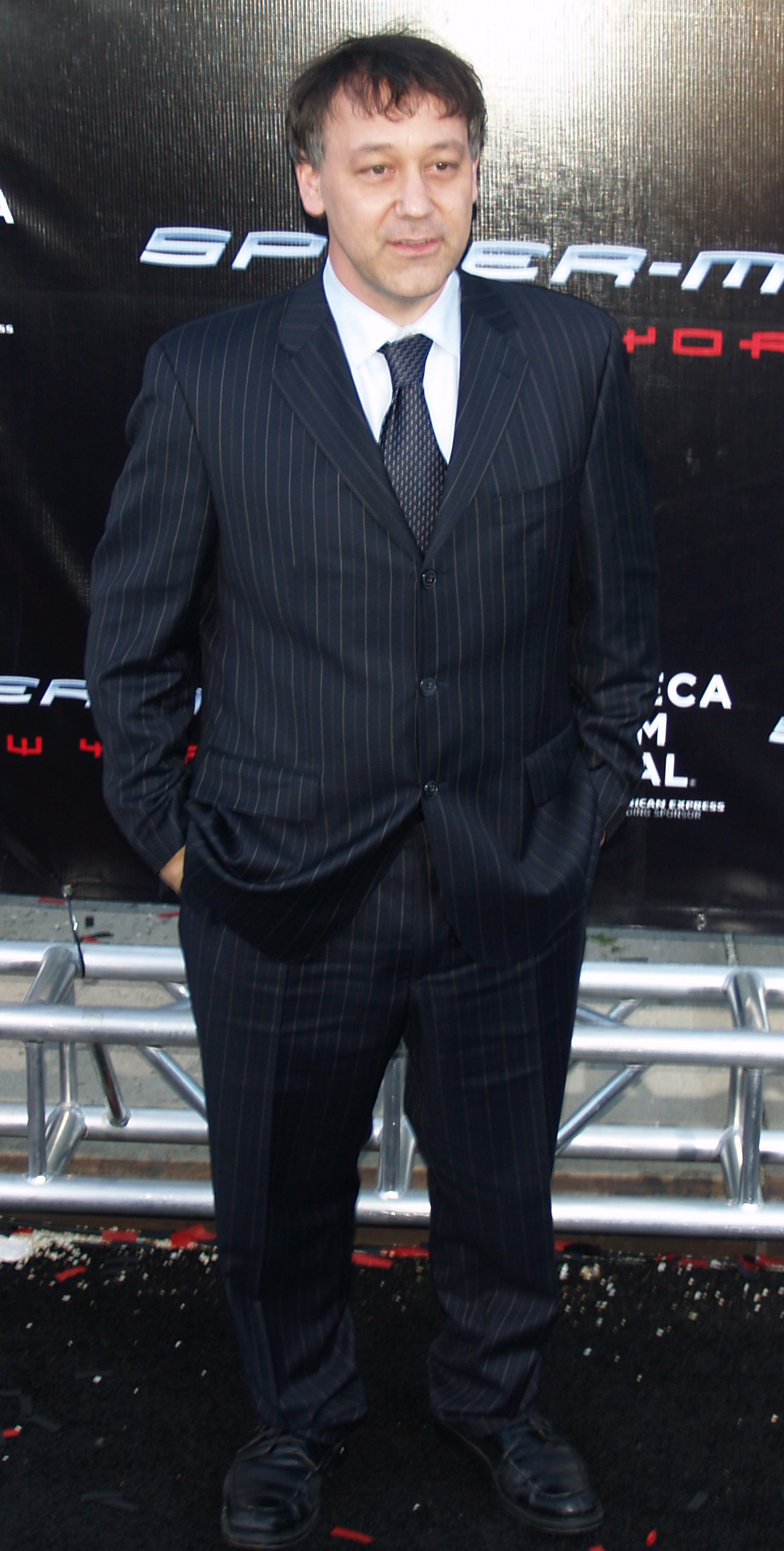
Regisseur Sam Raimi op de premièredag in Tokyo

Spider-Man 3 werd commercieel uitgebracht op 1 mei 2007, waaronder in Nederland en België. Deze datum was drie dagen eerder dan de commerciële uitgave in Amerika. Vooral in Japan werd 1 mei als datum gekozen om aan te sluiten op Japan z'n Golden Week.
Online tickets voor de film werden sneller verkocht dan die van Spider-Man 2. Op zijn internationale openingsdag bracht Spider-Man 3 al $29.2 miljoen op. In veel landen brak de film de records van Spider-Man 2.

### Reacties
Spider-Man 3 werd over het algemeen met redelijk goede kritieken ontvangen. Vooral de speciale effecten werden geprezen.
Toch waren er wel veel punten van kritiek. Vooral de vele verhaallijnen en de vele schurken waren punten waar fans ontevreden over waren.

### Opvolgers
In januari 2007 vroeg distributeur Columbia Pictures aan scenarist David Koepp of hij een scenario wilde schrijven voor een vierde deel. In plaats van een vierde film komt er echter een zogenaamde "reboot", dat wil zeggen dat men met nieuwe acteurs en een nieuw scenario weer helemaal opnieuw begint bij het begin van het verhaal.
Het vierde deel van Spiderman gaat The Amazing Spider-Man heten.

## Prijzen en nominaties
2007
- De NRJ Ciné Award voor beste actiefilm – gewonnen
- Drie National Movie Awards:
  - Beste familie
  - Beste rol van een vrouw (Kirsten Dunst)
  - Beste rol van een man (Tobey Maguire)
- Zeven Teen Choice Awards:
  - Choice Movie Actor: Action Adventure (Tobey Maguire)
  - Choice Movie Actress: Action Adventure (Kirsten Dunst)
  - Choice Movie: Action Adventure
  - Choice Movie: Dance (Tobey Maguire)
  - Choice Movie: Liplock (Kirsten Dunst, Tobey Maguire)
  - Choice Movie: Rumble (Tobey Maguire, James Franco, Topher Grace, Thomas Haden Church)
  - Choice Movie: Villain (Topher Grace)

2008
- Vier Saturn Awards:
  - Beste regie
  - Beste fantasyfilm
  - Beste speciale effecten
  - Beste mannelijke bijrol (James Franco)
- De Annie Award voor beste effecten
- De BAFTA Award voor beste visuele effecten
- De Blimp Award voor favoriete actrice (Kirsten Dunst)
- De MTV Movie Award voor beste gevecht
- De MTV Movie Award voor beste schurk
- De Golden Reel Award voor Best Sound Editing: Music in a Feature Film
- De Golden Reel Award voor Best Sound Editing: Sound Effects and Foley for Feature Film
- De People's Choice Award voor Favorite On Screen Match-up
- De People's Choice Award voor Favorite Threequel
- Vier VES Awards:
  - Best Single Visual Effect of the Year
  - Outstanding Animated Character in a Live Action Motion Picture
  - Outstanding Models or Miniatures in a Motion Picture
  - Outstanding Visual Effects in a Visual Effects Driven Motion Picture

## Trivia
- De meer dan 600 Spider-Man-ballonnen uit de feestscène moesten allemaal met de hand worden getekend.
- Zowel Topher Grace als Thomas Haden Church hadden geen idee dat ze auditie deden voor Spider-Man 3 toen Sam Raimi hun uitnodigde voor een gesprek.
- Spider-Man 3 combineert alle drie van de Raimi-broers: Sam Raimi als regisseur, Ivan Raimi als een van de schrijvers en Ted Raimi als acteur.
- Bij de scènes van de CGI-Sandman, moest Sony een nieuw computerprogramma ontwikkelen omdat er geen enkel programma zoveel miljoenen en miljarden korrels zand aankon.
- Bij de opnames van scènes met Sandman, gebruikte men geplette maiskorrels omdat ze bang waren dat echt zand voor ongelukken zou kunnen zorgen.
- De naam Sky-Stick en New Goblin worden nooit in de film vernoemd.